# 武宮敏明
武宮 敏明（たけみや としあき、1921年11月25日 - 2010年1月15日）は、熊本県熊本市出身のプロ野球選手（捕手）・監督・コーチ。
長年に渡り、読売ジャイアンツ（以下、巨人）合宿所の寮長を務め、「鬼寮長」「鬼軍曹」の異名で知られた。

## 経歴
熊本工業時代は川上哲治の2学年下にあたり、川上から可愛がられていた。のち、ノンプロの奉天満鉄倶楽部、門司鉄道局熊本、九州産業交通（途中、兵役の時期を挟む）でプレーする。軍隊時代には、手榴弾の投擲大会で75mの記録を出したり、正式な段位は取っていなかったが、大連の柔道場で10人の有段者を連続で投げ飛ばすなど、豪傑ぶりを表す逸話を残している。一方で、部下に対する説得力に長けていたことから、初年兵の教育係も務めた。
戦後の1947年に川上哲治の勧誘を受けて巨人に入団。捕手の準レギュラー格として、1947年から1948年は内堀保と、1949年から1950年は藤原鉄之助と併用された。なお、1948年10月3日対阪神タイガース戦でランナーの藤村富美男に体当たりを受け、脳震盪を起こして落球し逆転負けを喫した。ランナーが捕手に体当たりをかけたのは日本プロ野球ではこれが第一号といわれ、武宮は最初の「被害者」となった。1952年限りで現役引退。
1953年に二軍監督、コーチに就任。同時に川崎市中原区新丸子に所在していた巨人の合宿所「多摩川寮」寮長となった。武宮は厳しい寮の規則を制定し、ナイター出場選手にはゲーム終了後2時間以内、その他の選手には22時までの門限やその他規則を破った選手には容赦なく鉄拳や竹刀を飛ばしていた。しかし、それ以上に、新人や若手に対する優しさと指導力は内外から高い評価を受けており、彼の元で育った寮生たちは、彼を慕い、ジャイアンツの主力としても活躍し、「V9」達成など巨人史に功績を残していくこととなった。
1967年から1968年までの2年間はスカウト担当となったため、寮長職を一度離れた。しかし、当時の選手の中には、寮の規則や武宮の指導内容がこの当時でも厳しかったこともあり、別の寮長（親会社・読売新聞社出身の野球経験のない人物）に交代したことを喜んでいた者も多数いた上に、武宮がいなくなったのをいいことに門限破りを筆頭に規則違反者が急速に増え、寮の秩序が乱れ始めた。このため、寮の秩序回復の目的で1969年に武宮を寮長職に復帰させ、また厳しかった1度目の寮長職時代よりもさらに厳しい内容の規則を入寮している選手に課すこととした。
1973年から2年間再び寮長職を離れ（1973年は中尾碩志が二軍監督兼務で、1974年は白石勝巳がコーチ兼務で寮長を務めた）、コーチを兼務しながら、前川八郎の後任としてスカウト部長を務めていた。しかしその間に湯口事件が起きる。育成現場を離れていたため、湯口敏彦と直接関わる事が少なく、詳しい経緯を直ちに把握できなかったという。後年、自著「巨人軍底力の秘密 鬼寮長の選手教育」で、「スピード、球威とも新浦とは比較にならないほど素晴らしく、巨人史上最高の左腕になるはずの逸材だった」と湯口の才能を評価し、その死を惜しんだ。同時に「生真面目すぎて相手の性格に合わせる指導をせず、常に湯口を緊張状態においていた二軍監督と繊細な湯口との取り合わせは最悪だった」と、当時の二軍監督・寮長だった中尾を批判しており、球団側に落ち度があることを認めていた。
1975年からはコーチ・スカウト職を退き、寮長職に再復帰し、1982年まで寮長職に専念する。その後は編成担当などを務めた。1967年に合宿所が新丸子から川崎市のよみうりランド近傍に移転した後も、当時の新人選手であった河埜和正、定岡正二、西本聖、篠塚利夫（現：篠塚和典）、原辰徳、駒田徳広、吉村禎章を厳しく指導して行った。寮長を引退する際、多摩川グラウンド横で営業していたおでん屋（グランド小池商店）に惜別の句を自筆で送っており、現在でも店舗に掲示している。句は「グランドに（おでん屋に）通い続けて30年 いつの間にやら頭真白」と書かれている。
1987年オフに退団。当初は郷里の熊本に帰ったが、夫人の死去後は独立していた息子を頼って東京で暮らしていた。
2005年、次期巨人監督候補として星野仙一の名が上がった際、これまで巨人が監督に就任させる人物を選手としての完全生え抜きOBに限定していたことや、星野が選手およびコーチとしての在籍経験がない完全外様であることから多くの巨人OBは反対していたが、当時の巨人はV9時代の面影も感じさせないほど低迷しており、その当時の状況を目の当たりにしていた武宮は「今の巨人にはああいう厳しさが必要だ」と歓迎の意向を示していた（東京スポーツの記事による。また、実際に就任したのは原辰徳）。
2010年1月15日午後8時48分、東京都三鷹市の杏林大学医学部付属病院で急性膵炎のために逝去。88歳没。

## 寮長としてのエピソード
- 武宮が鬼寮長として若い選手に厳しく接していたのは軍隊生活に由来するという。「選手が野球をやめるということは死ね、というのと同じこと。だから死なないように厳しく鍛えた」と言う。
- 朝は必ず部屋の窓を開け、布団をたたんでから散歩に行くよう徹底させ、その間に各部屋をチェックして回り、片付いてなければ外出禁止を科すなどがあったが、厳しさの中にはユーモアもあり、寮生が全員でシャワーを浴びていたときに、シャンプーを流しているところに、また上からシャンプーをかけるような子供っぽいところがあったという[6]。
- 馬場正平（後のプロレスラー・ジャイアント馬場）が巨人に入団した時、馬場の背丈の大きさに驚き、「二人部屋ではきついだろうから」ということで馬場にのみ個室を与えたという。
- 多くの選手を見る中で「コイツは将来はいい指導者になるな」と思う選手もいて、特に西武ライオンズで名将として、後に西武の黄金期を作り上げた[7]森昌彦（現：祇晶）については「将来は球界を背負う指導者になるな」と早くからその辣腕ぶりを見抜いていた。
- 武宮が選んだ歴代の寮生ワースト3は王貞治、柴田勲、堀内恒夫。いずれも名球会入りした好プレーヤーであった。彼らが門限破りをすると武宮は竹刀片手に玄関で一晩待っていたり、また門限破りに限らず規則違反者には竹刀で制裁することもあり、実際に堀内らが規則違反をしたことが発覚した際には、武宮に竹刀で数発叩かれたエピソードを語っていた[1]。また一人が帰ってこない事を聞くと全寮生を廊下に集め、その選手が帰宅するまで正座させていたなど、武宮にはこの手のエピソードが多く残されている。
- 柴田勲は「毎日のように怒られていたが、その分活躍しているから許すともいわれて嬉しかった」と武宮の人柄を評している[8]。
- 渡辺秀武に「メリーちゃん」のあだ名をつけた。TVCMに出ていたチンパンジーの「メリーちゃん」を見て「渡辺に似てる」と思い命名した。
- 篠塚和典が未成年の頃、喫煙を見つけた武宮は「20歳になるまでタバコは吸いません」と毎日100回1ヶ月連続で書かせた（篠塚のブログによる）。
- 西本聖が入団した時、同じ高校生でドラフト1位の定岡正二との待遇の差にくじけそうになった西本を（西本はドラフト外）武宮は「一度巨人のユニフォームを着ればドラフト1位もドラフト外も関係ない。みんなスタートは同じだ」と激励し、西本はこの言葉に勇気付けられたという。
- 原辰徳は入団後僅か半年で退寮することとなったが、武宮は「1年たたずに退寮するのはおまえぐらいだ。だが（当時既に活躍していたので）許す!」と快諾してもらったという。
- 前述の自著における中尾碩志の湯口敏彦に対する指導への批判からも、強気な性格の選手に対しては厳しく対峙した一方で、真面目で繊細な性格の選手に対しては過度に委縮させないように配慮していたことが示唆されている。

## 選手としての特徴
非常に強肩で、別所毅彦からバッテリーを組んだ捕手の中では藤尾茂と比肩すると評された。

## 詳細情報

### 年度別打撃成績
| 年 度     | 球 団     | 試 合 | 打 席 | 打 数 | 得 点 | 安 打 | 二 塁 打 | 三 塁 打 | 本 塁 打 | 塁 打 | 打 点 | 盗 塁 | 盗 塁 死 | 犠 打 | 犠 飛 | 四 球 | 敬 遠 | 死 球 | 三 振 | 併 殺 打 | 打 率 | 出 塁 率 | 長 打 率 | O P S |
| --------- | --------- | ----- | ----- | ----- | ----- | ----- | -------- | -------- | -------- | ----- | ----- | ----- | -------- | ----- | ----- | ----- | ----- | ----- | ----- | -------- | ----- | -------- | -------- | ----- |
| 1947      | 巨人      | 57    | 161   | 142   | 5     | 22    | 3        | 1        | 1        | 30    | 10    | 1     | 0        | 1     | --    | 17    | --    | 1     | 18    | --       | .155  | .250     | .211     | .461  |
| 1948      | 巨人      | 88    | 241   | 217   | 11    | 38    | 4        | 0        | 2        | 48    | 15    | 4     | 3        | 4     | --    | 20    | --    | 0     | 33    | --       | .175  | .245     | .221     | .466  |
| 1949      | 巨人      | 49    | 122   | 111   | 16    | 28    | 5        | 0        | 6        | 51    | 15    | 1     | 0        | 3     | --    | 7     | --    | 1     | 21    | --       | .252  | .303     | .459     | .762  |
| 1950      | 巨人      | 83    | 243   | 214   | 24    | 42    | 7        | 0        | 5        | 64    | 23    | 2     | 0        | 2     | --    | 26    | --    | 1     | 25    | 4        | .196  | .286     | .299     | .585  |
| 1951      | 巨人      | 31    | 25    | 23    | 2     | 3     | 1        | 0        | 0        | 4     | 0     | 0     | 1        | 0     | --    | 2     | --    | 0     | 3     | 1        | .130  | .200     | .174     | .374  |
| 1952      | 巨人      | 12    | 7     | 6     | 1     | 1     | 0        | 0        | 0        | 1     | 0     | 0     | 0        | 0     | --    | 1     | --    | 0     | 0     | 0        | .167  | .286     | .167     | .452  |
| 通算：6年 | 通算：6年 | 320   | 799   | 713   | 59    | 134   | 20       | 1        | 14       | 198   | 63    | 8     | 4        | 10    | --    | 73    | --    | 3     | 100   | 5        | .188  | .266     | .278     | .544  |

### 背番号
- 12 （1947年 - 1954年）
- 51 （1955年 - 1961年）
- 71 （1962年 - 1974年）

## 関連情報

### 著書
- 巨人軍鬼寮長の若手人材の育て方・鍛え方（1981年、PHP研究所）
- 巨人軍底力の秘密 鬼寮長の選手教育（1983年、ABC出版）
- 鉄の意志を持つ男・西本聖―ドラフト外のエース（1984年、恒文社）
- 強い組織が若手を伸ばす―組織・若手におもねる管理職は去れ（1992年、ごま書房）

### 武宮を演じた俳優
- 小林旭 - 映画「川上哲治物語 背番号16」（1957年）
- 千秋実 - 映画「巨人軍物語 進め!!栄光へ」（1977年）